# Parachirus xenicus
Parachirus xenicus es una especie de pez de la familia Soleidae en el orden de los Pleuronectiformes.

## Morfología
Pueden alcanzar los 8 cm de tamaño máximo.

## Distribución geográfica
Se encuentra en las  costas de Sudáfrica, Mozambique y Japón.